# Euthalia kanda
Euthalia kanda es una especie de mariposa de la familia Nymphalidae (subfamilia Limenitidinae).

## Subespecies
- Euthalia kanda kanda
- Euthalia kanda elicius
- Euthalia kanda marana
- Euthalia kanda atys
- Euthalia kanda mitschkei
- Euthalia kanda hideoi
- Euthalia kanda kikuoi
- Euthalia kanda matsudai
- Euthalia kanda mitsuoi

## Distribución
Esta especie de mariposa y sus subespecies se distribuyen en Malasia, Sumatra, Borneo y Burma.